# Franciszek Postawka

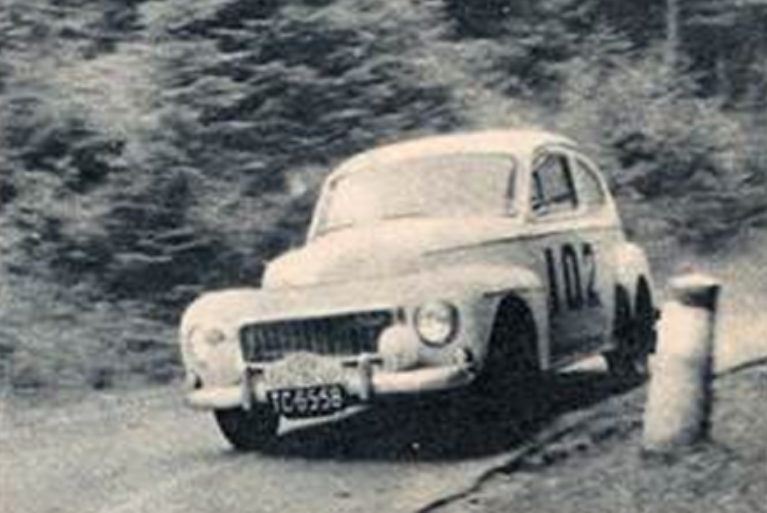
Franciszek Postawka podczas Rajdu Polski 1964 zajął czwarte miejsce w klasyfikacji generalnej

Franciszek Antoni Postawka (ur. 21 stycznia 1922 w Odonowie, zm. 28 grudnia 1985) – polski kierowca i pilot rajdowy, rajdowy mistrz Polski.

## Życiorys
Franciszek Postawka urodził się 21 stycznia 1922 roku w Odonowie (obecnie powiat Kazimierza Wielka), jako najmłodsze, piąte dziecko Bronisława Postawki von Löwenstern, właściciela majątku Odonów i cegielni „Lew”, prezesa Związku Ziemian powiatu pińczowskiego oraz Janiny Kuester, córki dyrektora cukrowni „Łubna” w Kazimierzy Wielkiej (własność Leona Łubieńskiego).
W latach 1929–1931 uczęszczał razem z siostrą Marią do szkoły podstawowej w Dworku Cisowym, szkole założonej i prowadzonej przez harcmistrzynię Olgę z Drahonowskich Małkowską. Do gimnazjum początkowo uczęszczał w zakładzie Ojców Pijarów w Krakowie, a następnie w Busku. Przez krótki czas chodził też do znanego gimnazjum w Rydzynie. W 1938 roku ukończył szkołę szybowcową. Wybuch wojny w roku 1939 przerwał mu naukę, maturę zdał już jako ekstern po wojnie.
Należący do pokolenia Kolumbów w czasie okupacji mieszkał w rodzinnym dworze Odonowie na Kielecczyźnie, gdzie przebywały też rodziny wysiedlone – m.in. z poznańskiego Bronisławowie Świderscy (ziemianie), rodzina Stasiaków (matka z 3 dzieci, ojciec ich został rozstrzelany przez Niemców w Poznaniu), rodzina Tondosów. Postawka, pod pseudonimem Ster był podporucznikiem Armii Krajowej z przydziałem do Łączności 106 Dywizji Piechoty AK, pod dowództwem kapitana ps. Zawierucha. Brał udział w walkach o Skalbmierz przed niemiecko-ukraińską kompanią karną w 1944 roku. Janina Postawka wraz z dziećmi Franciszkiem i Zofią wzywani byli do Miechowa i zmuszani pod groźbą zesłania do Auschwitz do podpisania niemieckiej volkslisty. Wszyscy troje odmówili i skończyło się na pogróżkach niemieckich. Jego najstarszy brat Stanisław Postawka został zamordowany przez Niemców w 1941 roku w szpitalu w Gostyninie, drugi brat, Leon, zamordowany przez Rosjan w Katyniu.
W roku 1947 ożenił się z Jadwigą Marią Koperską, córką znanego krakowskiego aptekarza Józefa Koperskiego i rok później urodził mu się syn Marek Leon. Po zagrabieniu majątku przez władze komunistyczne zamieszkał w Krakowie, gdzie zarabiał najpierw jako kierowca autobusów MPK, później jako taksówkarz, a następnie zawiązał spółkę z Sobiesławem Zasadą. Za tzw. „przestępstwa gospodarcze” został zabrany z ulicy i osadzony w więzieniu Montelupich w Krakowie. W tym czasie opuściła go żona. Na skutek starań siostry Zofii, bez oskarżenia i rozprawy, został po 9 miesiącach zwolniony z więzienia i przeniósł się do Warszawy.
Równocześnie, od razu po wojnie, wraz z podjęciem działalności zawodowej, związał się ze sportem samochodowym. W 1946 roku startował we wrocławskim Rajdzie Pokoju, później w rajdzie Ziem Odzyskanych, remontując i montując z ocalałych części pojazdy wyczynowe. Od początku uzyskiwał czołowe lokaty, a mierzył się z mistrzami tej klasy co Witold Rychter czy Jan Ripper. Ze sportem samochodowym związany był przez całe życie: najpierw jako kierowca – w latach 50. i 60. kilkakrotnie był Rajdowym Samochodowym Mistrzem Polski, później jako pilot (m.in. Sobiesława Zasady, którego był pierwszym nauczycielem i zachęcił go do uprawiania tego sportu). Jako kierowca fabryczny FSO startował w rajdzie Monte Carlo, następnie był też kierowcą fabrycznym Volvo. Franciszek Postawka brał również udział w udanym biciu rekordu w jeździe długodystansowej na „Polskim Fiacie”, służył także serwisem i radą Sobiesławowi Zasadzie podczas jego startów w eliminacjach do Rajdowych Samochodowych Mistrzostw Europy. Uczestniczył w rajdach Żubrów, niemal „etatowo” je wygrywając.
W roku 1964 ożenił się po raz drugi – z Alicją Krzywicką, córką Ryszarda Jamontt-Krzywickiego, adiutanta dowódców AK w czasie wojny. Wspólnie z żoną przeprowadzili się pod Warszawę do Konstancina, gdzie prowadzili warsztat rzemieślniczy, a później otworzyli zakład sitodruku.
W czasie stanu wojennego wykorzystując możliwości sitodruku drukowali wiele wydawnictw II obiegu, m.in. wspólnie z Jackiem Fedorowiczem pierwsi wydali komiks Solidarność – 500 dni.
Franciszek Postawka posiadał dużą wiedzę techniczną, która służyła mu w pracy zawodowej, a także w sporcie samochodowym. Pasjonował się fotografią, ale był przede wszystkim wszechstronnie utalentowanym sportowcem: uprawiał jazdę na nartach śniegowych i wodnych, sport motorowodny, miał stopień sternika jachtowego, był miłośnikiem lotnictwa – latał na szybowcach, a tuż przed śmiercią skarżył się na brak czasu, który nie pozwalał mu na budowę wymarzonej lotni. Podczas wizyty Jana Pawła II w Polsce w roku 1983 chcąc być blisko tego wydarzenia zaangażował się jako kurier-motocyklista przewożąc do Warszawy kasety dla potrzeb telewizji amerykańskiej.
Zmarł nagle 28 grudnia 1985 roku na zawał serca.